# Atelognathus ceii
Atelognathus ceii – gatunek płaza bezogonowego z rodziny Batrachylidae spotykanego tylko w jednym zbiorniku wodnym w Chile.

## Taksonomia
Epitet gatunkowy honoruje José Miguela Alfredo Maríę Cei.
W 2019 roku Barrasso i Basso w oparciu o badania genetyczne zaproponowali uznanie tego taksonu za młodszy synonim Atelognathus nitoi. 

## Występowanie
Ten endemiczny płaz występuje jedynie w okolicy chilijskiego La Tapera (region administracyjny Aisén, współrzędne 44°00'S; 71°57'W). Tam właśnie w styczniu i grudniu 1995 znaleziono go w zbiorniku o wymiarach 6 na 25 m. Dwa razy, gdy zbiornik był suchy, szukanych zwierząt nie udało się odnaleźć. Jego obecność w pobliskiej Argentynie nie została udowodniona.
Zwierzę zasiedla tereny położone na wysokości około 450 metrów nad poziomem morza. Jego siedlisko stanowią stepy.

## Rozmnażanie
Płaz rozmnaża się prawdopodobnie w zbiornikach wodnych, w tym na bagnach.

## Status
Status ani całkowita liczebność gatunku nie zostały poznane. Nie istnieją też dane o zagrożeniach, na jakie jest narażony. Nie zanotowano jeszcze jego obecności na żadnym terenie chronionym.